# Гуен Бристоу
Гуен Бристоу (на английски: Gwen Bristow) е американска журналистка, поетеса и писателка, авторка на произведения в жанровете трилър, исторически роман, социална драма и документалистика.

## Биография и творчество
Родена е на 16 септември 1903 г. в Марион, Южна Каролина, САЩ, в семейството на баптисткия свещеник Луис Бристоу и Каролайн Уинклър. Пише от малка, а първото ѝ появяване в печат става, когато е на дванадесет, пишейки за местния вестник. Следва една година в Баптисткия колеж в Андерсън, Южна Каролина, след което се прехвърля в колежа „Джъдсън“ в Марион, Алабама. Тя не харесва строгите правила, които колежът налага на студентките – да носят униформи и да не говорят с мъже или момчета по време на посещения в центъра. В колежа режисира и играе в две пиеси, като играе ролите на мъже и в двете. Завършва колежа през 1924 г. със степени по английска и френска филология. Родителите ѝ се преместват в Ню Орлиънс през същата година.
След колежа следва журналистика в училището по журналистика „Пулицър“ към Колумбийския университет, като работи за да се издържа и да плаща за обучението си. Пише есета и статии за други автори, биографии на бизнесмени за търговски списания, работи като бавачка, машинописец и секретарка. След една година в училището започва работа като журналист във вестник „The Times-Picayune“ в Ню Орлиънс, където отразява актуалните събития на деня.
Първата ѝ книга, стихосбирката „The Alien“ (Извънземното), е издадена през 1926 г.
През 1929 г. се омъжва за сценариста Брус Манинг (1902 – 1965) на гражданска церемония в енорията Сейнт Мери, Луизиана, защото Манинг е католик.
Първият ѝ криминален роман „The Invisible Host“ (Невидимият домакин), в съавторство с Брус Манинг, е издаден през 1930 г. Той е адаптиран в пиеса и е екранизиран през 1934 г. във филма „The Ninth Guest“ (Деветият гост) с участието на Доналд Кук и Женевиев Тобин.
Семейството си сътрудничи за още три криминални романа публикувани в периода 1931 – 1932 г. През 1934 г. се преместват в Холивуд, където съпругът ѝ работи като сценарист и режисьор. Тя посвещава на писателската си кариера, но няколко от ръкописите ѝ са отхвърлени от издателствата.
През 1937 г. е издаден първият ѝ исторически роман „Южняшка кръв“ от поредицата „Плантацията“. Заедно със следващите, „Съдбовен избор“ и „Цената на щастието“, които проследяват живота на две семейства от Луизиана в продължение на няколко поколения, тя се утвърждава като писателка на исторически романи. Семейството става известно и те се сприятеляват с Джо Пастернак, Рей Бредбъри, Ървинг Стоун и сценаристите Полин и Лео Таунсенд.
Следващият ѝ роман „Tomorrow Is Forever“ (Утре е завинаги), пропаганден роман от Втората световна война, е издаден през 1944 г. и е екранизиран през 1946 г. в едноименния филм с участието на Клодет Колбер, Орсън Уелс и Джордж Брент.
През 1950 г. е издаден бестселърът ѝ „Jubilee Trail“ (Юбилейната пътека), който пише в продължение на седем години. Историята му се развива на фона на експанзията на запад през 1840-те години, и е разказ за ранните пионери на Санта Фе. Романът е екранизиран във едноименния филм с участието на Вера Ралстън и Форест Тъкър.
Гуен Бристоу умира от рак на белия дроб на 17 август 1980 г. в Ню Орлийнс, Луизиана, САЩ. Включена е през 1989 г. в Залата на славата на жените на Алабама, а нейното литературно творчество се съхранява в университетската библиотека на Калифорнийския държавен университет, Нортридж.

## Произведения

### Самостоятелни романи
- The Invisible Host (1930) – с Брус Манинг, издаден и като „The Ninth Guest“[1][2][3][4]
- The Gutenberg Murders (1931) – с Брус Манинг
- The Mardi Gras Murders (1932) – с Брус Манинг
- Two and Two Make Twenty-Two (1932) – с Брус Манинг
- Tomorrow Is Forever (1944)
- Celia Garth (1950)
- Jubilee Trail (1950)
- Calico Palace (1970)
- Golden Dreams (1980)

### Серия „Плантацията“ (Plantation)
1. Deep Summer (1937)[1][2][3]
Далечният юг, изд. „Братя Миладинови“ (1946), прев. К. Ангелов
Южняшка кръв, изд.: ИК „Плеяда“, София (2020), прев. Сибин Майналовски
2. The Handsome Road (1938)
Съдбовен избор, изд.: ИК „Плеяда“, София (2020), прев. Сибин Майналовски
3. This Side of Glory (1940) Plantation Trilogy
Цената на щастието, изд.: ИК „Плеяда“, София (2021), прев. Сибин Майналовски

### Сборници
- The Alien (1926) – поезия[1]

### Документалистика
- Gwen Bristow, a Self-Portrait (1941)[1]
- From Pigtails to Wedding Bells (1977)

### Екранизации
- 1934 The Ninth Guest
- 1946 Tomorrow Is Forever
- 1954 Jubilee Trail